# Гриб, Алла Лаврентьевна
Алла Лаврентьевна Гриб (род. 15 января 1936, Сочи) — советский хозяйственный, государственный и политический деятель.

## Биография
Родилась в 1936 году в Сочи. Член КПСС с 1962 года.
С 1958 года — на хозяйственной, общественной и политической работе. В 1959—1990 гг. — начальник смены, начальник цеха обувной фабрики имени Тельмана в г. Минске, заместитель начальника отдела сбыта, заместитель секретаря парткома, секретарь парткома Минского производственного обувного объединения «Луч», секретарь. второй секретарь, первый секретарь Центрального райкома Компартии Белоруссии г. Минска, Министр бытового обслуживания населения Белорусской ССР.
Избиралась депутатом Верховного Совета Белорусской ССР 9-11-го созывов.
Живёт в Белоруссии.